# Tulpen
Die Tulpen (Tulipa) bilden eine Pflanzengattung in der Familie der Liliengewächse (Liliaceae). Die etwa 150 Arten sind in Nordafrika und über Europa bis Zentralasien verbreitet. Zahlreiche Hybriden werden als Zierpflanzen in Parks und Gärten sowie als Schnittblumen verwendet.

## Namensgebung
Ihr Name geht über türkisch tülbend auf persisch دلبند delband zurück und bedeutet auf Persisch ‚Geliebte‘ oder ‚Geliebter‘ (del / دل /‚Herz‘; band von bastan / بستن /‚(zu)binden‘). Die Herkunft der ersten Silbe lässt sich bis zum Sanskrit-Wort तूल tūla, das mit ‚Baumwolle‘ übersetzt wird, zurückführen. Nach Anna Pavord geht der Name dagegen auf das osmanische Wort für Turban, tülbent zurück, das Busbecq als Bezeichnung der daran befestigten Pflanze missverstand.
Im Persischen wird die Gattung als Lale (لاله lāle) bezeichnet, was etymologisch mit dem Sanskrit (vgl. hind. लाल lāl, deutsch ‚rot‘) verwandt ist. Im Türkischen selbst heißt die Blume auch lale, eine Entlehnung aus dem Persischen. Von da ging der Name in die serbische Sprache ein.

## Beschreibung

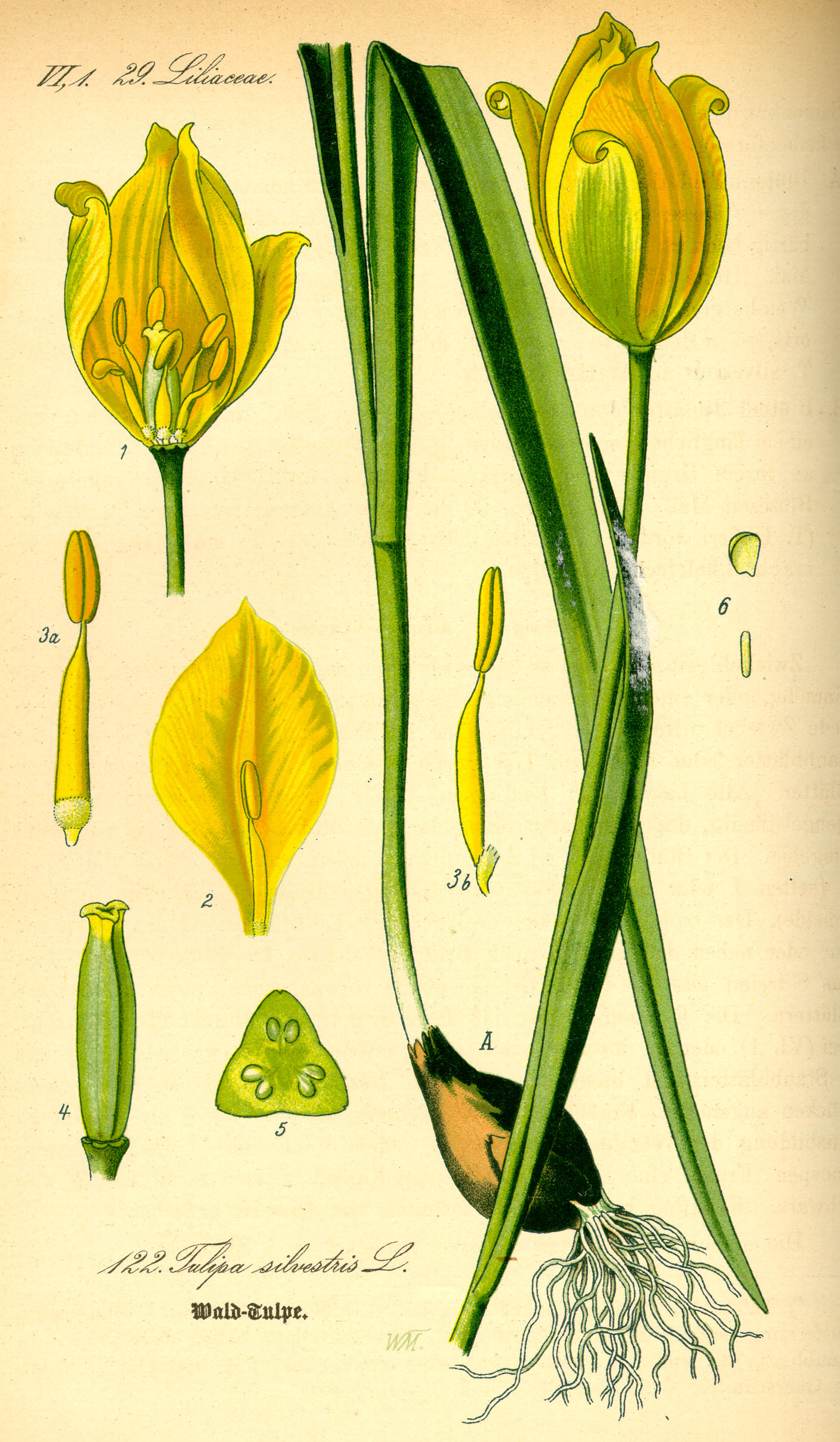
Illustration der Wildtulpe (Tulipa sylvestris)

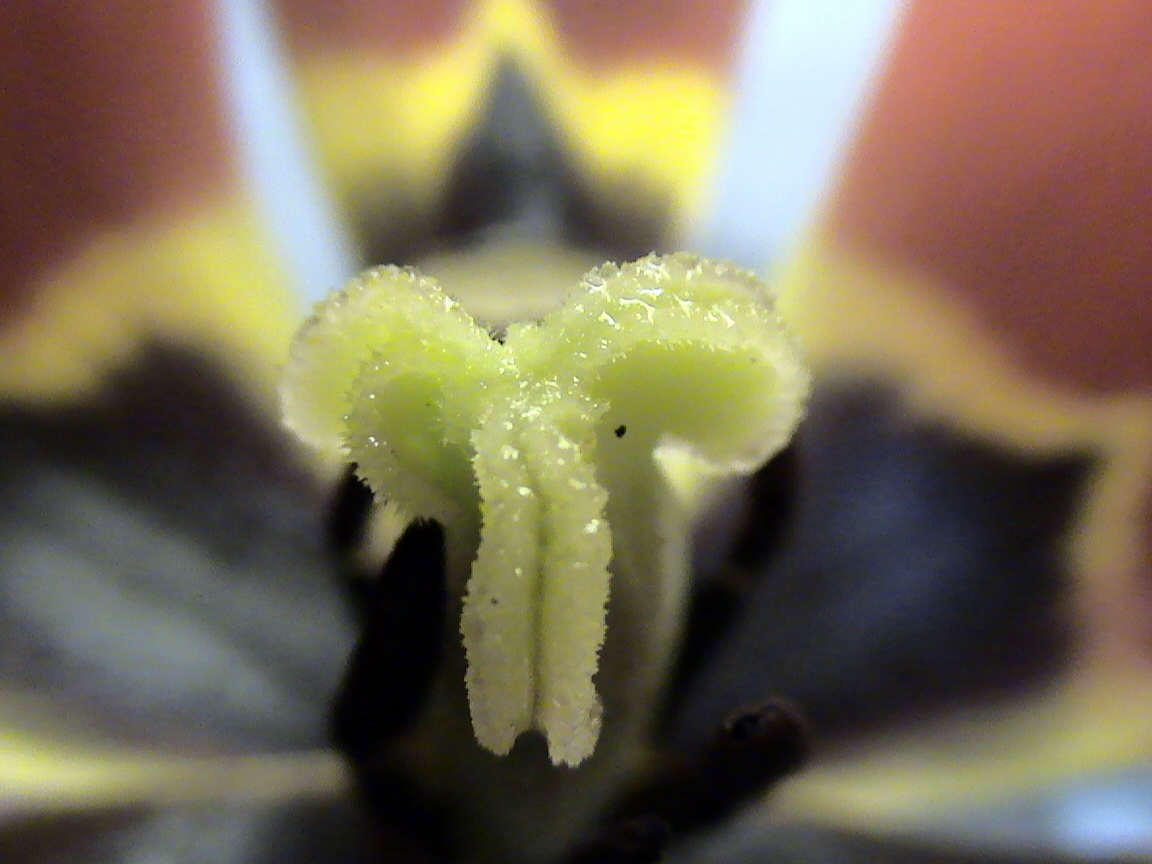
Dreilappige Narbe einer Tulpe

### Erscheinungsbild und Laubblätter
Tulpen-Arten wachsen als ausdauernde, krautige Pflanzen und erreichen je nach Art Wuchshöhen von 10 bis 70 Zentimetern. Diese Geophyten bilden Zwiebeln als Überdauerungsorgane aus. Die äußere Haut der Zwiebeln ist meist innen behaart. Vom meist unverzweigten Stängel befindet sich der untere Teil im Boden.
Eine Tulpenzwiebel stirbt nach der Blüte ab, gleichzeitig entwickelt sich in der Achsel einer Zwiebelschuppe eine neue blühfähige Zwiebel und schwächere Zwiebeln wachsen an der Basis der übrigen Zwiebelschuppen.
Die meisten Laubblätter sind grundständig und sind bis zu 30 Zentimeter lang. Die meist zwei bis sechs, selten bis zu zwölf wechselständig angeordneten Laubblätter sind ungestielt. Die einfachen Blattspreiten sind breit-linealisch bis fast eiförmig. Der Blattrand ist glatt bis gewellt (beispielsweise Tulipa undulatifolia).

### Blütenstände und Blüten
Je nach Zuchtform variiert die Blütenfarbe über weiß, gelb, orange, rosa, rot bis blau und sogar schwarz. Die Blüten stehen meist einzeln und endständig oder in wenigblütigen Blütenständen. Hochblätter fehlen meist. Die aufrechten Blüten sind zwittrig, dreizählig und glocken- bis napfförmig. Es sind zwei Kreise freier Blütenhüllblätter vorhanden, wobei die Blütenhüllblätter der beiden Kreise mehr oder weniger verschieden geformt sind. Es sind zwei Kreise mit je drei freien, fertilen Staubblättern vorhanden; sie sind entweder gleich oder die des inneren Kreises sind länger. Die Staubfäden sind manchmal behaart. Drei Fruchtblätter sind zu einem oberständigen Fruchtknoten verwachsen, mit vielen Samenanlagen. Der säulenförmige oder sehr kurze bis fehlende Griffel endet in einer dreilappigen Narbe.

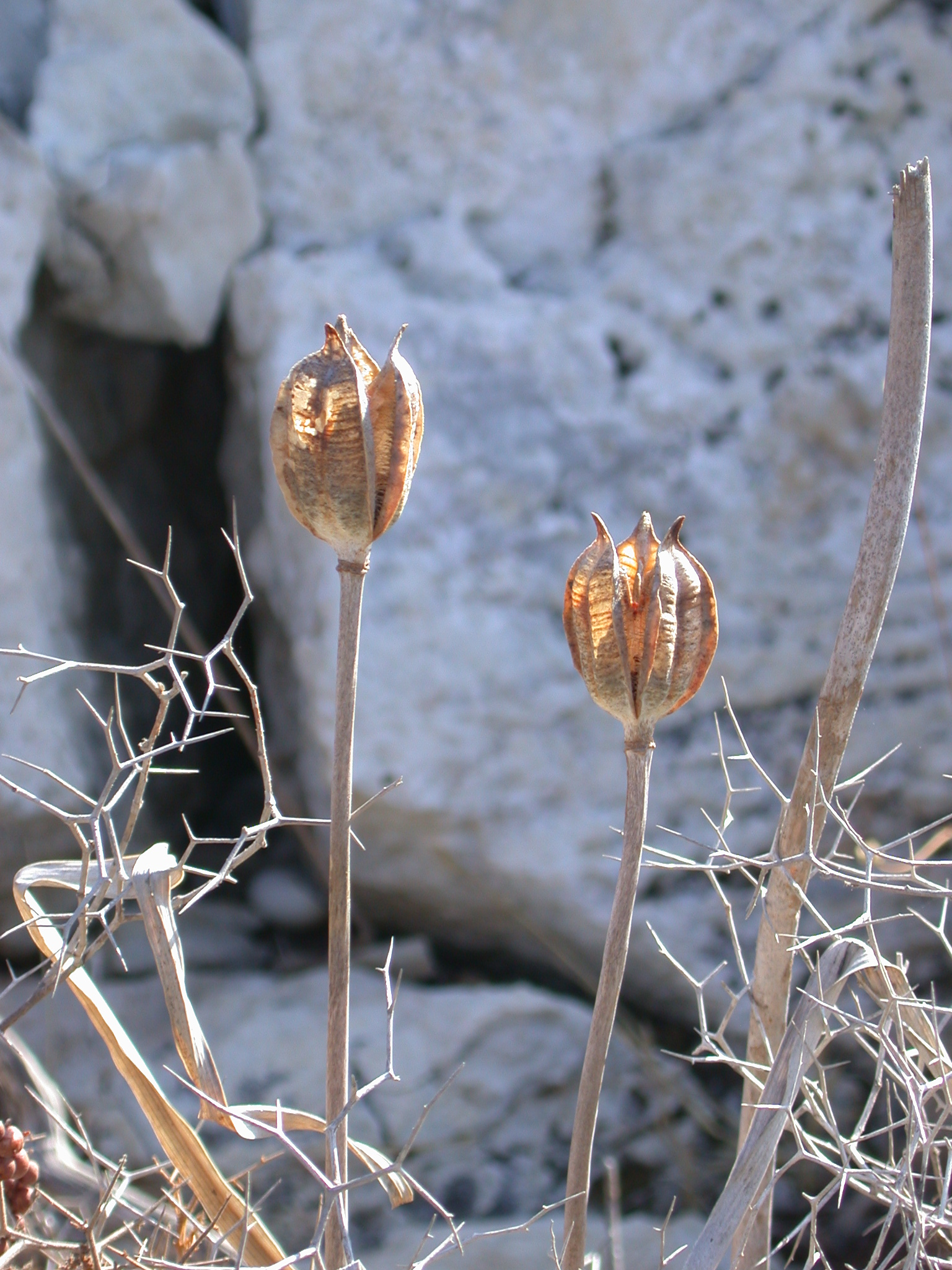
Reife, dreikammerige Kapselfrucht von Tulipa agenensis

### Früchte und Samen
Es wird eine walzen- bis spindelförmige, dreiflügelige, ledrige, dreikammerige Kapselfrucht gebildet. Die Samen sind meist flach.

### Besonderheiten bei einigen Sorten
Die gelegentlich zu sehenden gestreiften oder gefleckten Blüten gehen häufig auf ein Mosaikvirus zurück. Allerdings existieren auch etliche Sorten (beispielsweise 'Insulinde', 'Zomerschoon'), deren gestreifte Blüten nicht auf eine Vireninfektion zurückzuführen sind.

## Systematik und Verbreitung
Die Gattung Tulipa wurde durch Carl von Linné aufgestellt. Synonyme für Tulipa L. sind: Orithyia D.Don, Liriactis Raf., Liriopogon Raf., Podonix Raf., Eduardoregelia Popov.

### Innere Systematik

Verbreitungskarte der Gattung Tulpen. Rot: Gebiet der natürlichen Verbreitung, Gelb: eingeführt

Das Gebiet mit der höchsten Artenvielfalt der Tulpen liegt in häufig unzugänglichen Steppen und Bergregionen Mittelasiens. Die natürliche Variabilität vieler Tulpenarten ist deshalb nicht ausreichend untersucht und verstanden. Aus diesem Grunde sind in der Fachliteratur durch verschiedene Autoren bis zu 150 verschiedene in der Natur vorkommende Tulpenarten beschrieben. Die Angaben über die Artenzahl der Gattung Tulipa schwankt je nach Quelle zwischen rund 100 und etwa 150. Van Raamsdonk erkennt in seinen Arbeiten zur Systematik wesentlich weniger Arten an. Ein wesentliches Problem der taxonomischen Studien bestand darin, dass sie auf der Grundlage von kommerziellen Tulpensammlungen gemacht wurden, die nur über wenige Klone einer Art verfügten. Diese können im Habitus durch vollkommen andere Umweltbedingungen in Kultur oder auch Hybridisierung stark von den Naturformen abweichen. Weiterhin verwendeten die Studien vielfach Herbarmaterial, in dem viele entscheidende Details nicht erkennbar sind. Tulpen besiedeln Wiesen, Steppen und Macchia, aber sie kommen auch auf Feldern, Obstplantagen, an Straßenrändern und auf verwilderten Plantagen vor, wo sie früher beabsichtigt oder unbeabsichtigt angesiedelt wurden.
In der World Checklist of Selected Plant families sind derzeit (2019) 76 Arten anerkannt. Die folgende Zusammenstellung der anerkannten Tulpen-Arten enthält neben Namen und Trivialnamen auch das in der WCSP-Liste angegebene Verbreitungsgebiet und gegebenenfalls eine Abbildung der Art.
Das ursprüngliche Verbreitungsgebiet der Tulpen-Arten reicht von Nordafrika über Europa bis Mittel- und Zentralasien; ein Zentrum der Artenvielfalt liegt im südöstlichen Mittelmeerraum, Türkei, Afghanistan, Turkestan (Kaukasusraum). Heute sind Tulpen im Mittelmeerraum und großen Gebieten Europas an zahlreichen Standorten in der Natur verbreitet. Diese Vorkommen sind meist nicht natürlichen Ursprungs, sondern sie entstanden in den letzten Jahrhunderten durch Verwilderung von kultivierten Pflanzen.
| Name                                                              | Trivialname/Synonym                 | Verbreitung | Abbildung |
| ----------------------------------------------------------------- | ----------------------------------- | --- | --------- |
| Subgenus Clusianae                                                |                                     | |           |
| Tulipa clusiana Redouté 1803                                      | Damen-Tulpe                         | Iran, Irak, Afghanistan, Pakistan (W Himalaja), Neophyt in S Europa, Tunesien, Türkei                                                               |           |
| Tulipa harazensis Rech.f. 1990                                    |                                     | Iran |           |
| Tulipa linifolia Regel 1884                                       | Leinblättrige Tulpe                 | NO Iran, Tadschikistan, Usbekistan, Afghanistan |           |
| Tulipa montana Lindl. 1827                                        | Berg-Tulpe                          | N Iran bis S Turkmenistan |           |
| Subgenus Orithyia                                                 |                                     | |           |
| Tulipa heteropetala Ledeb. 1829                                   |                                     | Kasachstan (Altai), China (Xinjiang) |           |
| Tulipa heterophylla (Regel) Baker 1874                            |                                     | Kasachstan, Kirgistan, China (Xinjiang) |           |
| Tulipa sinkiangensis Z.M.Mao 1980                                 |                                     | Xinjiang |           |
| Tulipa uniflora L. Besser ex Baker 1874                           |                                     | Russland (Sibirien), Kasachstan (Altai), China (Xinjiang, Innere Mongolei), Mongolei                                                                |           |
| Subgenus Tulipa                                                   |                                     | |           |
| Tulipa agenensis Redouté 1804                                     | Sonnenaugen-Tulpe                   | Zypern, Türkei, Libanon, Palestina, Jordanien; Neophyt in Südeuropa, Tunesien                                                                       |           |
| Tulipa albanica Kit Tan & Shuka 2010                              | Albanische Tulpe                    | NO Albanien |           |
| Tulipa alberti Regel 1877                                         |                                     | Kasachstan, Kirgistan |           |
| Tulipa aleppensis Boiss. ex Regel 1873                            | Aleppo Tulpe                        | Türkei, Syrien, Libanon |           |
| Tulipa altaica Pall. ex Spreng. 1825                              |                                     | Russland (Westsibirien), Kasachstan (Altai), China(Xinjiang)                                                                                        |           |
| Tulipa anisophylla Vved. 1935                                     |                                     | S Tadschikistan, Usbekistan |           |
| Tulipa armena Boiss. 1859                                         | Armenische Tulpe                    | Türkei, Iran, Süd Kaukasus |           |
| Tulipa banuensis Grey-Wilson 1974                                 |                                     | Afghanistan |           |
| Tulipa borszczowii Regel 1868                                     |                                     | Kasachstan, Usbekistan |           |
| Tulipa botschantzevae S.N.Abramova & Zakal. 1973                  |                                     | S Turkmenistan bis NO Iran |           |
| Tulipa butkovii Botschantz. 1961                                  |                                     | Usbekistan (Tian Shan) |           |
| Tulipa carinata Vved. 1971                                        |                                     | Tadschikistan, Usbekistan, N Afghanistan (Pamir) |           |
| Tulipa cypria Stapf ex Turrill 1934                               |                                     | Zypern | \|        |
| Tulipa dubia Vved. 1935                                           |                                     | Usbekistan, Kirgistan, Kasachstan |           |
| Tulipa faribae Ghahr., Attar & Ghahrem.-Nejad2007                 |                                     | Iran (Zāgros-Gebirge) |           |
| Tulipa ferganica Vved. 1935                                       |                                     | Usbekistan, Kirgistan |           |
| Tulipa foliosa Stapf 1885                                         |                                     | Türkei Z+S |           |
| Tulipa fosteriana W.Irving 1906                                   | Foster-Tulpe                        | Kirgistan, Tadschikistan, Usbekistan (Pamir), Afghanistan                                                                                           |           |
| Tulipa gesneriana L. 1753                                         |                                     | Türkei |           |
| Tulipa greigii Regel 1873                                         | Greig-Tulpe                         | Iran, Mittelasien |           |
| Tulipa heweri Raamsd. 1998                                        |                                     | NO Afghanistan |           |
| Tulipa hissarica Popov & Vved. 1935                               |                                     | Tadschikistan, Usbekistan (Hissargebirge) |           |
| Tulipa hoogiana B.Fedtsch. 1910                                   |                                     | S Turkmenistan bis N Iran |           |
| Tulipa hungarica Borbás 1882                                      |                                     | Ungarn, O Serbien, Bulgarien (WZ+S), Griechenland                                                                                                   |           |
| Tulipa iliensis Regel 1879                                        |                                     | Kasachstan, Kirgistan, China (Xinjiang) |           |
| Tulipa ingens Hoog 1902                                           | Feurige Tulpe                       | Tadschikistan, Usbekistan |           |
| Tulipa julia K.Koch 1849                                          | Julia-Tulpe                         | O Türkei, Süd Kaukasus, Syrien, Libanon |           |
| Tulipa kaufmanniana Regel 1877                                    | Seerosen-Tulpe oder Kaufmanns Tulpe | Kasachstan, Kirgistan, Tadschikistan, Usbekistan |           |
| Tulipa kolpakowskiana Regel 1877                                  |                                     | Kasachstan, Kirgistan, NO Afghanistan, China (NW Xinjiang)                                                                                          |           |
| Tulipa korolkowii Regel 1875                                      |                                     | Kasachstan, Kirgistan, Tadschikistan, Usbekistan |           |
| Tulipa kosovarica Kit Tan, Shuka & Krasniqi 2012                  |                                     | Kosovo |           |
| Tulipa kuschkensis B.Fedtsch. 1932                                |                                     | Iran, S Turkmenistan, Afghanistan |           |
| Tulipa lanata Regel 1884                                          | Woll-Tulpe                          | Tadschikistan, Usbekistan, Afghanistan, Pakistan (West Himalaja)                                                                                    |           |
| Tulipa lehmanniana Merckl. 1852                                   |                                     | O Iran, Turkmenistan, Kasachstan, Kirgistan, Tadschikistan, Usbekistan, Afghanistan                                                                 |           |
| Tulipa lemmersii Zonn. 2012                                       |                                     | Kasachstan |           |
| Tulipa ostrowskiana Regel 1884                                    |                                     | Kasachstan, Kirgistan |           |
| Tulipa persica (Lindl.) Sweet 1830                                |                                     | NW Iran |           |
| Tulipa platystemon Vved. 1935                                     |                                     | Kirgistan |           |
| Tulipa praestans H.B.May 1903                                     | Vortreffliche Tulpe                 | Tadschikistan |           |
| Tulipa scardica Bornm. 1923                                       |                                     | S Kosovo bis W Griechenland |           |
| Tulipa scharipovii Tojibaev 2009                                  |                                     | Usbekistan (Kurama Geb.), Kirgistan (Tschatkalgebirge)                                                                                              |           |
| Tulipa schmidtii Fomin 1909                                       |                                     | Süd Kaukasus bis NW Iran |           |
| Tulipa serbica Tatic & Krivošej 1997                              |                                     | N Kosovo bis SO Serbien |           |
| Tulipa sosnowskyi Achv. & Mirzoeva 1950                           |                                     | Süd Kaukasus |           |
| Tulipa suaveolens Roth1794                                        | Schrenks Tulpe                      | Ukraine, Russland (bis Südsibirien), Kaukasus, Türkei, W Iran, Kasachstan, Kirgistan                                                                |           |
| Tulipa subquinquefolia Vved. 1946                                 |                                     | Tadschikistan, Usbekistan |           |
| Tulipa systola Stapf 1885                                         |                                     | O Türkei, W Iran, Irak Libanon, Palästina, Sinai-Halbinsel                                                                                          |           |
| Tulipa talassica Lazkov 2011                                      |                                     | Kirgistan, Usbekistan |           |
| Tulipa tetraphylla Regel 1875                                     | Vierblättrige Tulpe                 | Kasachstan, Kirgistan, China (NW Xinjiang) |           |
| Tulipa ulophylla Wendelbo 1967                                    |                                     | N Iran (Elburs-Gebirge) |           |
| Tulipa undulatifolia Boiss. 1844                                  |                                     | S Balkan, W+Z Türkei, Süd Kaukasus, NO Iran, Turkmenistan, Tadschikistan, Usbekistan                                                                |           |
| Tulipa uzbekistanica Botschantz. & Sharipov 1971                  |                                     | S Usbekistan |           |
| Tulipa vvedenskyi Botschantz.1954                                 |                                     | Tadschikistan, Usbekistan |           |
| Subgenus Eriostemones                                             |                                     | |           |
| Tulipa biflora Pall. 1776                                         | Zweiblütige Tulpe                   | Mazedonien, Türkei, Krim Russland (bis Westsibirien), Libanon, Palästina, Sinai, Saudi-Arabien, Iran, Irak, Afghanistan, Pakistan, China (Xinjiang) |           |
| Tulipa bifloriformis Vved. 1971                                   |                                     | Kasachstan, Kirgistan, Tadschikistan, Usbekistan |           |
| Tulipa cinnabarina K. Perss. 2000                                 |                                     | Türkei |           |
| Tulipa cretica Boiss. & Heldr.1854                                |                                     | Griechenland (Kreta) |           |
| Tulipa dasystemon Regel1879                                       | Kleine Stern-Tulpe                  | Mittelasien, China (Xinjiang) |           |
| Tulipa humilis Herb. 1844                                         | Niedrige Tulpe                      | Türkei, Kaukasus, Iran Irak, Libanon, Afghanistan                                                                                                   |           |
| Tulipa humilis var. aucheriana Baker 2013                         |                                     | O Türkei bis Afghanistan |           |
| Tulipa humilis var. kurdica Wendelbo 2013                         |                                     | N Irak |           |
| Tulipa humilis var. pulchella Fenzl ex Regel 2013                 |                                     | S + SO Türkei bis N Iran |           |
| Tulipa kolbintsevii Zonn. 2012                                    |                                     | SO Kasachstan |           |
| Tulipa koyuncui Eker & Babaç 2010                                 |                                     | SO Türkei |           |
| Tulipa orithyioides Vved. 1935                                    |                                     | Kirgistan, Tadschikistan, Usbekistan |           |
| Tulipa regelii Krassn. 1888                                       |                                     | SO Kasachstan |           |
| Tulipa saxatilis Sieber ex Spreng.1825                            | Felsen-Tulpe oder Kreta-Tulpe       | Griechenland, S Türkei, Ägäis, SW Türkei, Kreta |           |
| Tulipa sprengeri Baker 1894                                       |                                     | Türkei† (erloschen) |           |
| Tulipa sylvestris L.1753                                          | Wilde Tulpe, Weinbergs Tulpe        | Eurasien von Portugal bis China (Xinjiang) (Neophyt in N, NO, Europa )                                                                              |           |
| Tulipa sylvestris subsp. australis (Link) Pamp. 1914              | Südalpine Tulpe                     | Mediterran, N Afrika, SZ + O Europa, Kaukasus, W Asien, Z Asien, China (Xinjiang)                                                                   |           |
| Tulipa urumiensis Stapf 1932                                      | Tarda-Tulpe oder Stern-Tulpe        | Kasachstan, Kirgistan, NW Iran |           |
| Tulipa turkestanica Regel1875                                     | Turkestanische Tulpe                | Kirgistan, Tadschikistan, Usbekistan, China (Xinjiang)                                                                                              |           |
| weitere akzeptierte Arten                                         |                                     | |           |
| Tulipa auliekolica Perezhogin 2014                                |                                     | Kasachstan |           |
| Tulipa boettgeri Regel 1887                                       |                                     | Tadschikistan |           |
| Tulipa intermedia Tojibaev & J.de Groot 2014                      |                                     | Usbekistan |           |
| Tulipa ivasczenkoa Epiktetov & Belyalov 2013                      |                                     | Kasachstan |           |
| Tulipa jacquesii Zonn. 2015                                       |                                     | Kirgistan |           |
| Tulipa orphanidea Boiss. ex Heldr. 1862                           | Orphanides-Tulpe                    | Bulgarien, Griechenland, Kreta, W Türkei |           |
| Tulipa × tschimganica T. dubia × T. kaufmanniana Botschantz. 1961 |                                     | Kirgistan, Usbekistan |           |
| Tulipa turgaica Perezhogin 2014                                   |                                     | Kasachstan |           |
| Tulipa zonneveldii J.de Groot & Tojibaev 2017                     |                                     | Kirgistan |           |

Systematik nach van Raamsdonk

Die Gattung Tulpen (Tulipa) wird nach van Raamsdonk in zwei Untergattungen mit mehreren Sektionen gegliedert.
- Untergattung Tulipa: Es gibt fünf Sektionen:[12]
  - Sektion Clusianae Baker:
    - Damen-Tulpe (Tulipa clusiana DC., einschließlich Tulipa aitchisonii A.D.Hall): Sie ist im Iran, nordwestlichen Pakistan sowie nördlichen Indien verbreitet und in Südeuropa sowie in der Türkei ein Neophyt.
    - Leinblättrige Tulpe (Tulipa linifolia Regel): Sie ist in Zentralasien sowie im nördlichen Iran verbreitet.
    - Berg-Tulpe (Tulipa montana Lindl.): Sie ist in Zentralasien sowie im nördlichen Iran verbreitet.

  - Sektion Kolpakowskianae Raamsd. ex Zonn. & Veldkamp:
    - Tulipa altaica Pall. ex Spreng.
    - Tulipa lehmanniana Merckl.: Sie kommt vom östlichen Iran bis Zentralasien vor.[5]
    - Vierblättrige Tulpe (Tulipa tetraphylla Regel): Sie ist von Zentralasien bis ins nordwestliche Xinjiang verbreitet.[5]

  - Sektion Tulipanum:
    - Serie Tulipanum:
      - Sonnenaugen-Tulpe (Tulipa agenensis DC.): Die Heimat ist nur der nordwestliche Iran. Sie ist in Südfrankreich und Italien ein Neophyt.
      - Tulipa aleppensis Boiss. ex Regel: Sie kommt von der südlichen Türkei bis zum Libanon vor.[5]
      - Julia-Tulpe (Tulipa julia K. Koch): Sie kommt von der östlichen Türkei bis zum Libanon und bis Transkaukasien vor.[5]
      - Tulipa kuschkensis B. Fedtsch.: Sie kommt vom südlichen Turkmenistan bis Afghanistan vor.[5]
      - Tulipa systola Stapf: Sie kommt von der östlichen Türkei bis zum westlichen Iran und bis zur Sinaihalbinsel vor.[5]

    - Serie Aureofasciatae Raamsd.:
      - Frühe Tulpe (Tulipa praecox Ten.): Die Heimat ist unbekannt. Sie ist in Südeuropa und in der westlichen Türkei ein Neophyt.

  - Sektion Eichleres (A.D.Hall) Raamsd.:
    - Serie Lanatae Raamsd.:
      - Woll-Tulpe (Tulipa lanata Regel), Heimat: Zentralasien, Afghanistan, nordöstlichen Iran
      - Feurige Tulpe (Tulipa ingens Hoog): Sie kommt in Zentralasien vor.[5]

    - Serie Eichleres:
      - Tulipa eichleri Regel: Sie kommt von der südlichen Balkanhalbinsel bis zur Türkei und im östlichen Transkaukasien vor.[5]
      - Tubergen-Tulpe (Tulipa tubergeniana Hoog): Sie kommt in Zentralasien vor.[5]
      - Foster-Tulpe (Tulipa fosteriana Irving): Sie kommt in Zentralasien vor.[5]

    - Serie Vinistriatae Raamsd.
      - Greig-Tulpe (Tulipa greigii Regel): Sie kommt in Zentralasien vor.[5]

    - Serie Undulatae Raamsd.
      - Tulipa albertii Regel: Sie kommt in Zentralasien vor.[5]

    - Serie Luteoapiculatae Raamsd.
      - Tulipa sosnovskyi Achv. & Mirzoeva, Heimat: Armenien

    - Serie Multiflorae Raamsd.
      - Vortreffliche Tulpe (Tulipa praestans H.B.May): Sie kommt in Zentralasien vor.[5]

    - Serie Spiranthera (Vved.) Raamsd.
      - Seerosen-Tulpe oder Kaufmanns Tulpe (Tulipa kaufmanniana Regel): Sie kommt in Zentralasien vor.[5]
      - Tulipa tschimganica Botschantz.: Sie kommt in Zentralasien vor.[5]
      - Tulipa dubia Vved.: Sie kommt in Zentralasien vor.[5]

    - Serie Glabrae Raamsd.
      - Tulipa subpraestans Vved.: Sie kommt in Zentralasien vor.[5]

  - Sektion Tulipa
    - Armenische Tulpe (Tulipa armena Boiss.): Sie kommt von der nordöstlichen Türkei bis in den nordwestlichen Iran vor.[5]
    - Tulipa didieri Jord.
    - Tulipa gesneriana L., Heimat unbekannt, wird in Europa viel kultiviert und ist in Süd- und Südwestasien vielfach eingebürgert
    - Tulipa hungarica Borbás, Heimat: Südwestliches Rumänien, Donau, früheres Jugoslawien
    - Tulipa suaveolens Roth, Heimat: Südostrussland
- Untergattung Eriostemones (Boiss.) Raamsd.[13]
  - Sektion Australes:
    - Südalpine Tulpe (Tulipa australis Link, Syn.:Tulipa sylvestris subsp. australis (Link) Pamp.), Heimat: Iberische Halbinsel, Balkanhalbinsel, Italien, Frankreich, Nordwestafrika
    - Tulipa biebersteiniana Schult. & Schult.f.: Sie wird auch als Synonym zu Tulipa sylvestris subsp. australis (Link) Pamp. gestellt.[5]
    - Tulipa hageri Heldr. (wird auch als Synonym zu Tulipa orphanidea Boiss. ex Heldr. gestellt[5])
    - Orphanides-Tulpe (Tulipa orphanidea Boiss. ex Heldr.), Heimat: Balkanhalbinsel, Ägäis, Türkei
    - Tulipa primulina Baker: Sie wird auch als Unterart Tulipa sylvestris subsp. primulina (Baker) Maire & Weiller zu Tulipa sylvestris gestellt.[5]
    - Wilde Tulpe (Tulipa sylvestris L.), Heimat: Europa, Vorderasien, in Nordafrika und Sibirien eingebürgert
    - Tulipa whittallii A.D.Hall: Sie wird auch als Synonym zu Tulipa orphanidea Boiss. ex Heldr. gestellt.[5]

  - Sektion Biflores A.D.Hall ex Zonn. & Veldkamp:
    - Zweiblütige Tulpe (Tulipa biflora Pall.), Heimat: Balkanhalbinsel, Russland, Krim, Ägypten, Vorderasien, Zentralasien und westlichen Sibirien
    - Kleine Stern-Tulpe (Tulipa dasystemon (Regel) Regel), Heimat: Zentralasien, Sinkiang
    - Neustrueva-Tulpe (Tulipa neustruevae Pobed.), Heimat: Zentralasien (Fergana)
    - Mehrfarbige Tulpe (Tulipa polychroma Stapf)
    - Tulipa sogdiana Bunge: Sie kommt in Zentralasien vor.[5]
    - Tarda-Tulpe oder Stern-Tulpe (Tulipa urumiensis Stapf, Syn.: Tulipa tarda Stapf): Sie kommt vom nordwestlichen Iran bis Zentralasien vor.[5]
    - Turkestanische Tulpe (Tulipa turkestanica Regel): Sie kommt von Zentralasien bis ins nordwestliche China vor.[5]

  - Sektion Saxatiles:
    - Tulipa aucheriana Baker: Sie kommt in Syrien sowie im Iran vor.[5] Sie wird von manchen Autoren auch als Varietät Tulipa humilis var. aucheriana (Baker) Christenh. zu Tulipa humilis gestellt.[5]
    - Tulipa bakeri A.D. Hall
    - Niedrige Tulpe (Tulipa humilis Herb.), Heimat: Kaukasusraum, Iran, Nordirak.[5]
    - Tulipa pulchella (Regel) Baker. Sie wird von manchen Autoren auch als Varietät Tulipa humilis var. pulchella (Fenzl ex Regel) Christenh. zu Tulipa humilis gestellt.[5]
    - Felsen-Tulpe oder Kreta-Tulpe (Tulipa saxatilis Sieber ex Spreng.): sie kommt auf Inseln der südlichen Ägäis und in der westlichen Türkei vor.[5]

Andere Systematiker erkennen weitere Arten an:
- Tulipa akamasica Christodoulou, Hand & Charalambous: Sie wurde 2014 aus Zypern erstbeschrieben.
- Tulipa albanica Kit Tan & Shuka: Sie wurde 2010 aus dem nordöstlichen Albanien erstbeschrieben.[5]
- Tulipa auliekolica Perezhogin: Sie wurde 2014 aus Kasachstan erstbeschrieben.[5]
- Tulipa bactriana J.de Groot & Tojibaev: Sie wurde 2020 aus Usbekistan erstbeschrieben.[5]
- Tulipa cinnabarina K.Perss.: Sie wurde 2000 aus der Türkei erstbeschrieben.[5]
- Tulipa cretica Boiss. & Heldr.: Dieser Endemit kommt nur in Kreta vor.
- Tulipa dianaeverettiae J.de Groot & Zonn.: Sie wurde 2020 aus Kasachstan erstbeschrieben.[5]
- Tulipa doerfleri Gand. Sie wird auch als Synonym zu Tulipa orphanidea Boiss. ex Heldr. gestellt.[5]
- Tulipa faribae Ghar., Attar & Ghahrem.-Nejad:[14] Sie wurde 2007 erstbeschrieben und kommt nur im Zāgros-Gebirge im Iran vor.[5]
- Tulipa goulimyi Sealy & Turrill: Heimat: südliches Griechenland.
- Tulipa iliensis Regel (Syn.: Tulipa thianschanica Regel): Heimat: Zentralasien bis nordwestliches China.[5]
- Tulipa intermedia Tojibaev & J.de Groot: Sie wurde 2014 in zwei Varietäten aus Usbekistan erstbeschrieben[5]
- Tulipa ivasczenkoae Epiktetov & Belyalov: Sie wurde 2013 aus Kasachstan erstbeschrieben.[5]
- Tulipa jacquesii Zonn.: Sie wurde 2015 aus Kirgisistan erstbeschrieben.[5]
- Tulipa kolbintsevii Zonn.: Sie wurde 2012 aus dem südöstlichen Kasachstan erstbeschrieben.[5]
- Tulipa kosovarica Kit Tan, Shuka & Krasniqi: Sie wurde 2012 aus dem Kosovo erstbeschrieben.[5]
- Tulipa koyuncui Eker & Babaç: Sie wurde 2010 aus der südöstlichen Türkei erstbeschrieben.[5]
- Tulipa lemmersii Zonn., Peterse & J.de Groot: Sie wurde 2012 aus dem südlichen Kasachstan erstbeschrieben.[5]
- Tulipa luanica Fadil Millaku & Isa Elezaj [15]
- Micheli-Tulpe (Tulipa micheliana Hoog)
- Mogoltau-Tulpe (Tulipa mogoltavica Popov & Vved.). Sie wird auch als Synonym zu Tulipa greigii Regel gestellt.[5]
- Tulipa mongolica Y.Z. Zhao: Sie wurde 2003 erstbeschrieben.[16]
- Tulipa scharipovii Tojibaev: Sie wurde 2009 aus Usbekistan und Kirgisistan erstbeschrieben.[5]
- Tulipa talassica Lazkov: Sie wurde 2011 aus Kirgisistan erstbeschrieben.[5]
- Tulipa turgaica Perezhogin: Sie wurde 2014 aus Kasachstan erstbeschrieben.[5]
- Tulipa zonneveldii J.de Groot & Tojibaev: Sie wurde 2017 aus Kirgisistan erstbeschrieben.[5]

## Geschichte
Bei der biblischen „Rose von Scharon“ könnte es sich um eine Tulpe (Tulipa montana oder Tulipa agenensis) handeln. Die antiken Schriftsteller Griechenlands und Roms erwähnten die Tulpen nicht, obwohl einige Arten im Mittelmeergebiet vorkommen. Auch in byzantinischen Quellen fehlen sie, wie insgesamt wenig Beziehung zwischen byzantinischen und osmanischen Gärten zu bestehen scheint. Im Mittleren Orient wurden die Tulpen über Jahrhunderte hinweg kultiviert, wobei aus wahrscheinlich mehreren Wildarten die Garten-Tulpe (Tulipa gesneriana) entstand. Mögliche Stammeltern sind Tulipa lanata, Tulipa clusiana, Tulipa aitchisonii, Tulipa stellata und Tulipa armena. Schriftzeugnisse gibt es seit dem 9. Jahrhundert in der altpersischen Literatur. Von den Persern übernahmen die Türken die Tulpen-Kultivierung. Seit dem 13. Jahrhundert wird die Pflanze von Dichtern erwähnt. Tulpen wurden auch in Miniaturen, auf Keramik und als Kleidermuster dargestellt. Seit spätestens dem 16. Jahrhundert dienten sie als Gartenpflanze. Die bevorzugte Form war lilienförmig mit spitzen Blütenblättern. In der „Tulpenzeit“ (Lale devrı) importierte Sultan Ahmed III. jedoch auch rundliche Gartentulpen aus Holland. 1725 erschien ein illustrierter Tulpenkatalog. Ahmed III. besaß berühmte Tulpenwiesen auf den Sommerweiden (Yayla) im Spil Dağı oberhalb von Manisa. Es ist unklar, ob es sich dabei um Wildtulpen oder Kultivare handelte.
Aus der Türkei kam die Garten-Tulpe um die Mitte des 16. Jahrhunderts nach Mittel- und Westeuropa. In Italien ist tulipa für 1549 belegt. Die erste Beschreibung stammt vom kaiserlichen Botschafter am Hofe Süleyman I., Ghislain de Busbecq, der 1554 die Tulpen in seinen Türkischen Briefen beschrieb. Der von ihm angegebene Name, Tulipan (türkisch tülband ‚Turbanband‘), dürfte auf einem sprachlichen Missverständnis beruhen (Benennung der Form, nicht der Pflanze) oder auf einem türkischen Volksnamen der Pflanzen. Schriftsprachlich hießen die Tulpen auf Türkisch wie im Persischen lalé. Wahrscheinlich hat Busbecq unter den belegten Samen und Zwiebeln auch solche von Tulpen nach Wien geschickt, belegt ist eine Abbildung der Tulpe unter dem Namen Narcissus von Pietro Andrea Mattioli 1565. Conrad Gessner bildete 1561 eine Tulpe ab, die er 1559 im Garten des Ratsherren Heinrich Herwart in Augsburg gesehen hatte. Es dürfte Tulipa armena gewesen sein oder eine Kulturform dieser Art. Gessners Beschreibung diente als Grundlage für die Beschreibung von Tulipa gesneriana durch Carl von Linné 1753. Erste ausführlichere Arbeiten über die Tulpen stammen von Carolus Clusius, durch dessen rege Tauschtätigkeit die Tulpen in weite Teile Europas gelangten. Gegen Ende des 16. Jahrhunderts wurde Holland zu einem Zentrum der Zwiebelpflanzen-, besonders der Tulpen-Zucht. Es entstand eine Vielzahl von Sorten, darunter auch solche mit gefüllten Blüten oder mit farbig geflammten Blüten, was durch eine Viruserkrankung bedingt war. Die Tulpen wurden in gehobenen Kreisen Westeuropas zu einem Spekulationsobjekt, es entstand die sogenannte Tulpenmanie, bis sich nach einem Börsenkrach 1637 der Handelswert von Tulpen wieder normalisierte. In den Jahrzehnten nach der Tulpenmanie entwickelte sich die Tulpe von einer Blume des Adels und Geldbürgertums zu einer weit verbreiteten Zierpflanze.
In dem bekannten Kirchenlied von Paul Gerhardt Geh aus, mein Herz, und suche Freud heißt es im 2. Vers:
Narzissus und die Tulipan

Die ziehen sich viel schöner an,

Als Salomonis Seide
Ende des 19. Jahrhunderts entwickelte sich in den Niederlanden die gezielte Züchtung von neuen Sorten, so kamen 1885 die hochwüchsigen, spätblühenden Darwin-Tulpen auf den Markt. Die heute den Hauptanteil aller Sortengruppen stellenden Triumph-Tulpen entstanden durch Kreuzung früher, kurzstieliger Tulpen mit Darwin- und Breeder-Tulpen. Lilienblütige Tulpen beispielsweise entstanden durch Einkreuzung von Tulipa retroflexa.

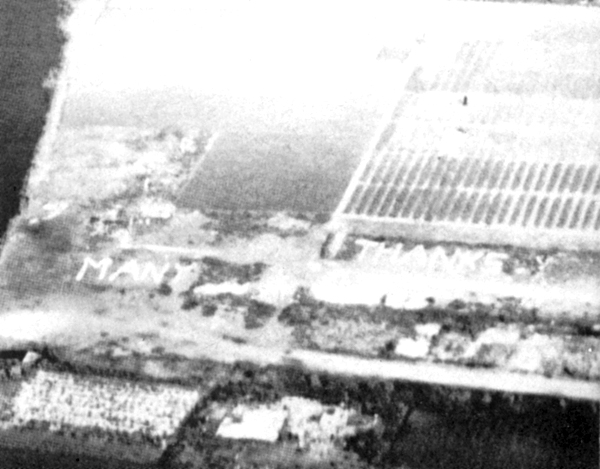
MANY THANKS, geschrieben mit Tulpen, Mai 1945

Im Winter 1944/45 war in den Niederlanden besonders das dicht besiedelte Holland von Hunger betroffen. Unter anderem die Tulpe wurde damals zum Ersatzlebensmittel. Der Hongerwinter war eine Katastrophe, die gegen Ende des Zweiten Weltkrieges in den von deutschen Truppen besetzten niederländischen Gebieten im Monat Oktober 1944 begann. Die Versorgung verbesserte sich erst nach dem Waffenstillstand von Achterveld am 30. April 1945. Ein Verbot des deutschen Reichskommissars für die Niederlande Seyß-Inquart zum Einsatz von Binnenschiffen für den Transport von Lebensmitteln und Brennstoffen hatte zuvor bewirkt, dass die Bevölkerung nicht mit Nahrung und Brennstoffen aus den ländlicheren Regionen versorgt werden konnte. Daraufhin waren dort 4,5 Millionen Menschen von Unterversorgung betroffen. Die Zahl der Menschen, die auf Grund dieser Hungersnot starben, wird auf 18.000 bis 22.000 geschätzt.
Die Menschen verzehrten zunehmend Grundstoffe, die zuvor nicht in der menschlichen Ernährung Verwendung gefunden hatten. Zuerst wurden Zuckerrüben verarbeitet, später auch Blumenzwiebeln. Das Essen von Tulpenzwiebeln hatte besondere Hintergründe. Die West-Niederlande waren vom Rest Europas abgeschnitten. Der Export von Tulpenzwiebeln war zum Erliegen gekommen, daher lagen große Mengen auf Lager. Nachdem niederländische Ärzte erklärt hatten, dass die Zwiebeln zum Essen geeignet seien, verkauften Tulpenzüchter sie als Nahrung. Es gab spezielle Anleitungen zur Zubereitung, um den hohen Stärkegehalt der Zwiebeln nutzbar zu machen. Der Geschmack dieser Tulpenzwiebeln war – im Vergleich zu dem der Zuckerrüben – so ungewohnt, dass darüber viel gesprochen wurde. Die Tulpe wurde später das Symbol des Hungerwinters. Dies liegt wohl vor allem an der Bildhaftigkeit: Die Tulpe war damals das niederländische Produkt schlechthin.
Ab Ende April 1945 kam es in der sogenannten Operationen Manna und Chowhound zehn Tage lang zu Versorgungsflügen der Alliierten über dem besetzten Gebiet, für die mit dem deutschen Reichskommissar zuvor ein zeitlich und örtlich begrenzter Waffenstillstand ausgehandelt werden konnte. Aus einem dieser Flugzeuge heraus entstand ein Foto, auf dem zu sehen ist, wie sich die Menschen mit blühenden Tulpen dafür bedankten.

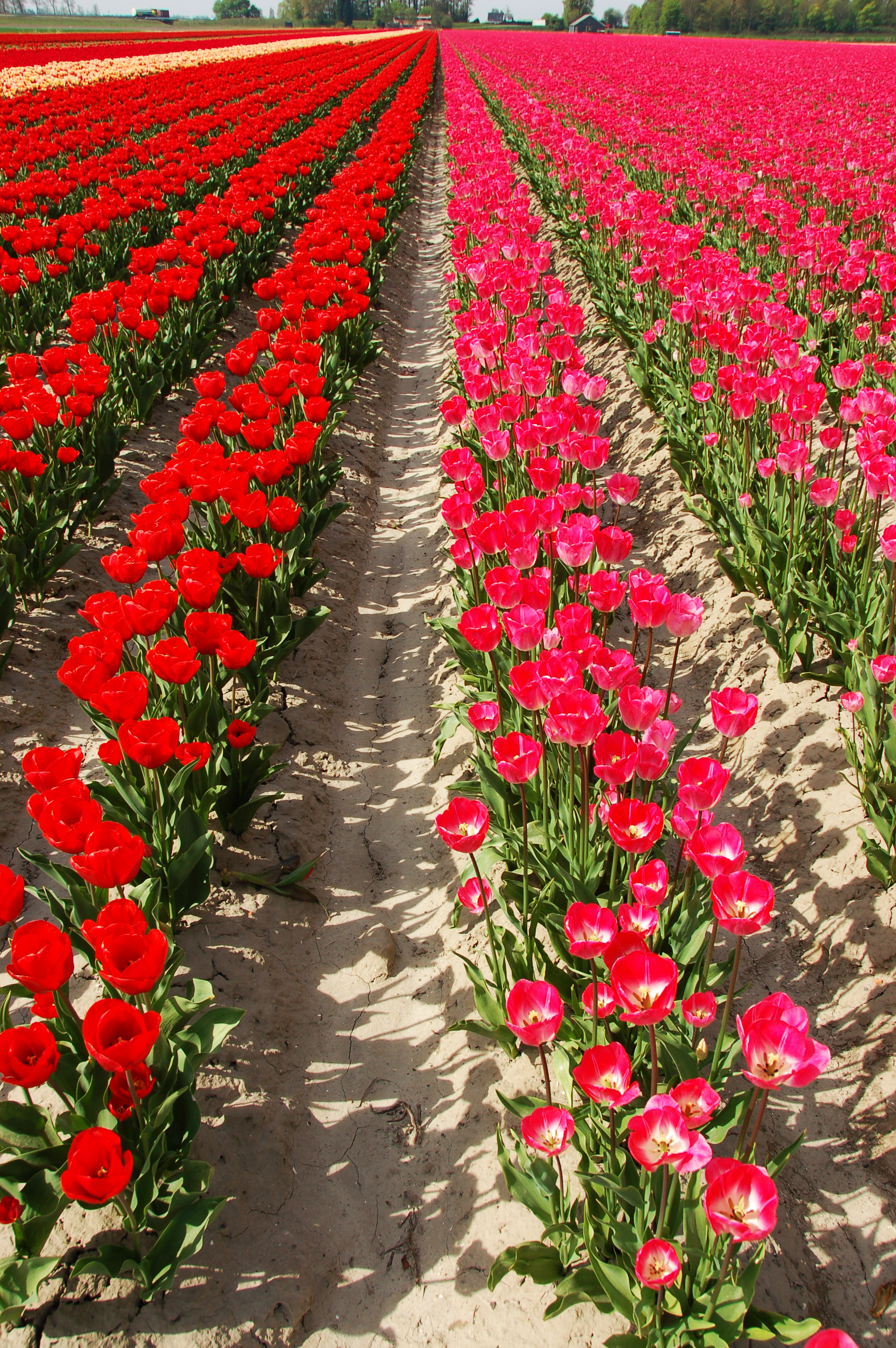
Industrielle Tulpenproduktion in Middelharnis, Südholland, Niederlande

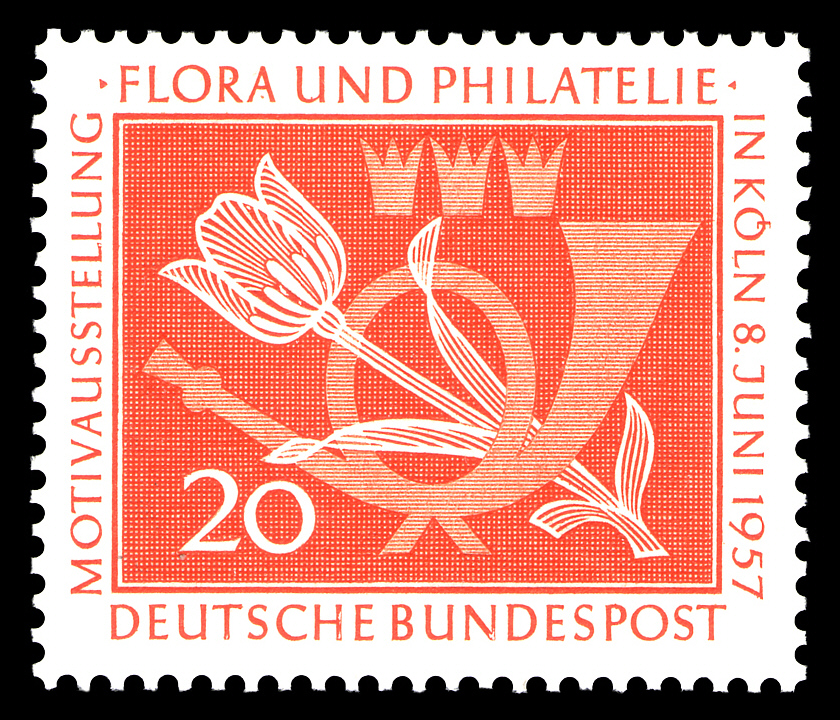
Tulpe als Repräsentantin aller Pflanzen, deutsche Briefmarke, 1957

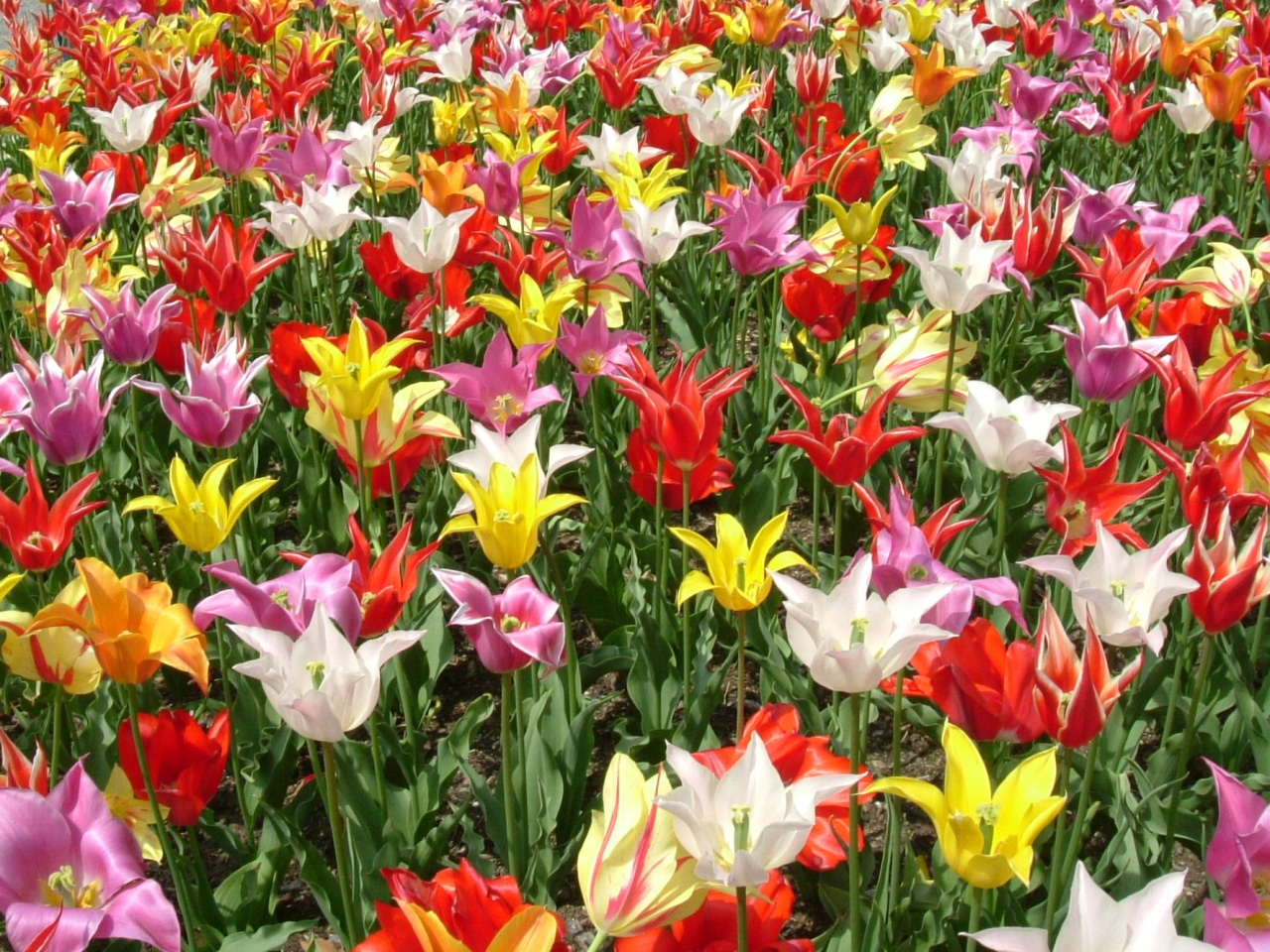
Tulpenfeld

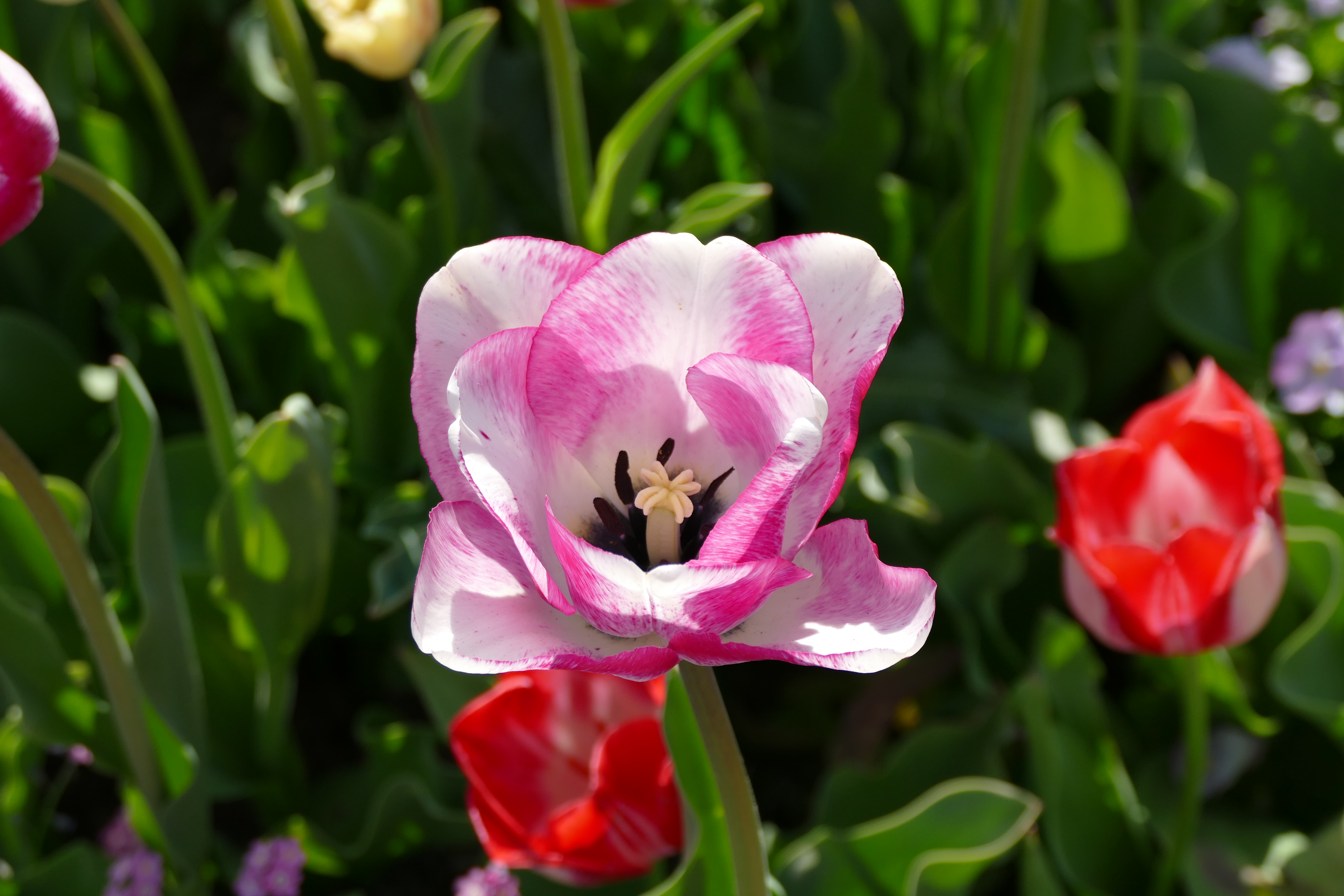
Tulpenblüte der Triumph-Tulpen Sorte 'Garden Party' von oben

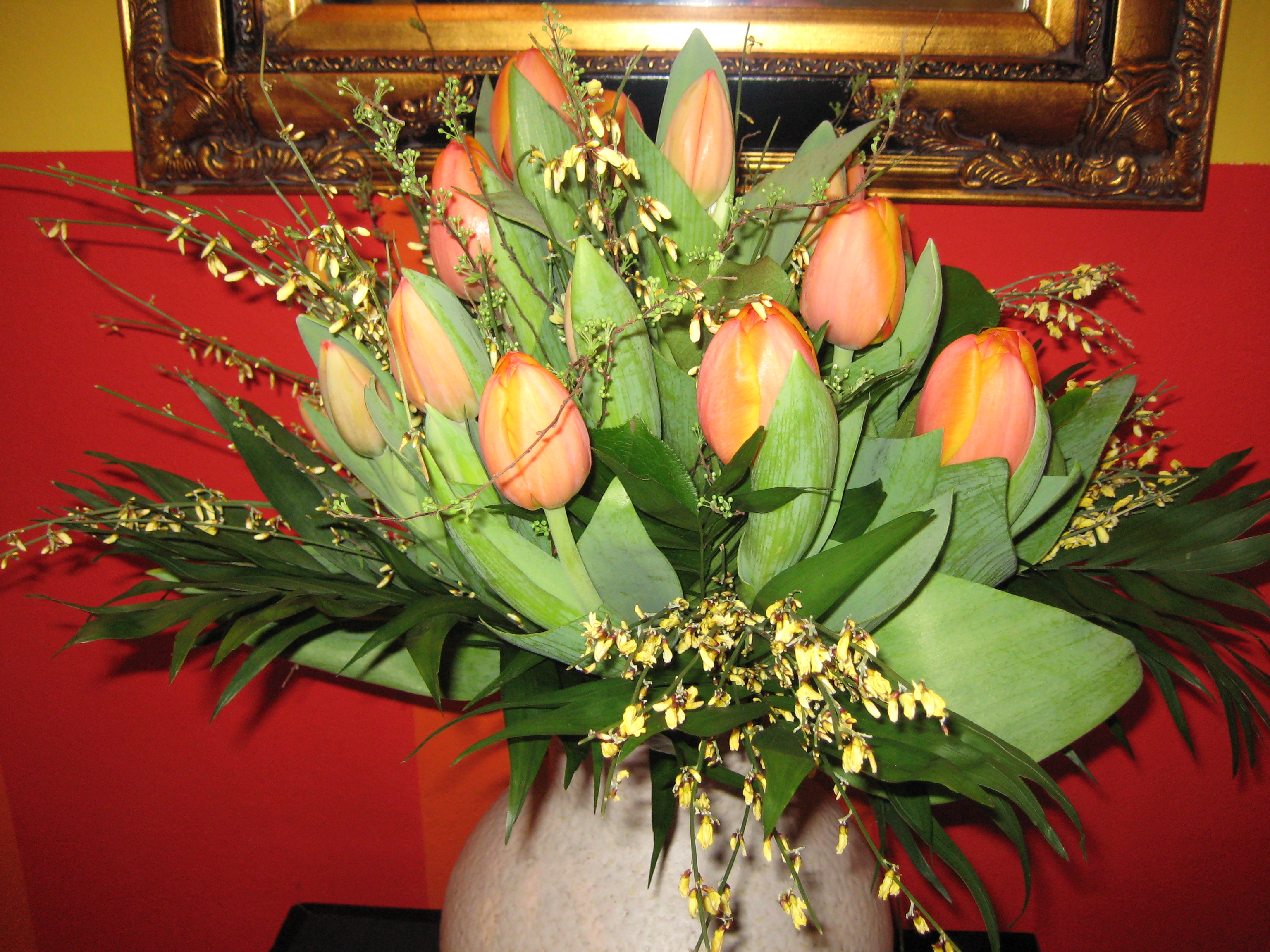
Tulpen, gebunden als Blumenstrauß

## Nutzung
Aus den Wildtulpen wurden die Gartentulpen gezüchtet. Innerhalb von 400 Jahren sind mehrere Tausend Züchtungen aus den Wildtulpen entstanden. Tulpen schätzen im Frühjahr Feuchtigkeit, im Sommer heiße, trockene Lagen auf nährstoffreichen Böden mit einem pH-Wert von 6,5 bis 7,0 (so können die Zwiebeln am besten ausreifen), bedürfen kühler Nächte und kalter Winter zum Gedeihen.
Die Niederlande sind der weltweit größte Tulpenproduzent. In Deutschland werden in der Region Niederrhein, insbesondere im Kreis Neuss, Tulpen produziert.
Tulpen-Sorten sind bedeutende Zierpflanzen, sowohl als Gartenpflanzen wie als Schnittblumen. Über 80 % der Welt-Tulpenproduktion stammt aus den Niederlanden. Hier werden über 1200 Sorten kultiviert, jedoch nehmen die 40 häufigsten über die Hälfte der Anbauflächen ein. Von den über 9500 Hektar Anbaufläche in den Niederlanden entfallen über 90 % auf Tulipa gesneriana, der Rest vorwiegend auf Tulipa kaufmanniana, Tulipa greigii, und Tulipa fosteriana.
In der Heilkunde bzw. medizinischen Anwendung spielen Tulpen keine Rolle. Sie sind sogar giftig für Menschen und Tiere (z. B. Pferde, Hunde und Katzen sowie für Nager). Das in den Zwiebeln und Sprossen enthaltene Tulipanin verursacht u. a. Erbrechen, Bauchkrämpfe, Magen- und Darmbeschwerden.

### Vermehrung
Tulpen können generativ über Samen oder vegetativ über Tochterzwiebeln vermehrt werden. Im Sommer wachsen an den großen Mutterzwiebeln Tochterzwiebeln heran, die im Frühherbst „gerodet“ (ausgegraben und abgetrennt) werden. Sie werden vor dem ersten Bodenfrost neu gepflanzt und bilden im kommenden Jahr größere Zwiebeln. Tulpenzwiebeln benötigen zur Blütenbildung die Kühlphase des Winters bzw. künstliche Kühlung (Vernalisation). Die Gewinnung von blühfähigen Zwiebeln aus Samen ist wesentlich langwieriger als aus Tochterzwiebeln. Zudem besitzen die aus Samen gezogenen Pflanzen andere Eigenschaften (z. B. Blütenfarbe) als die Ausgangssorte.

### Zuchttulpen

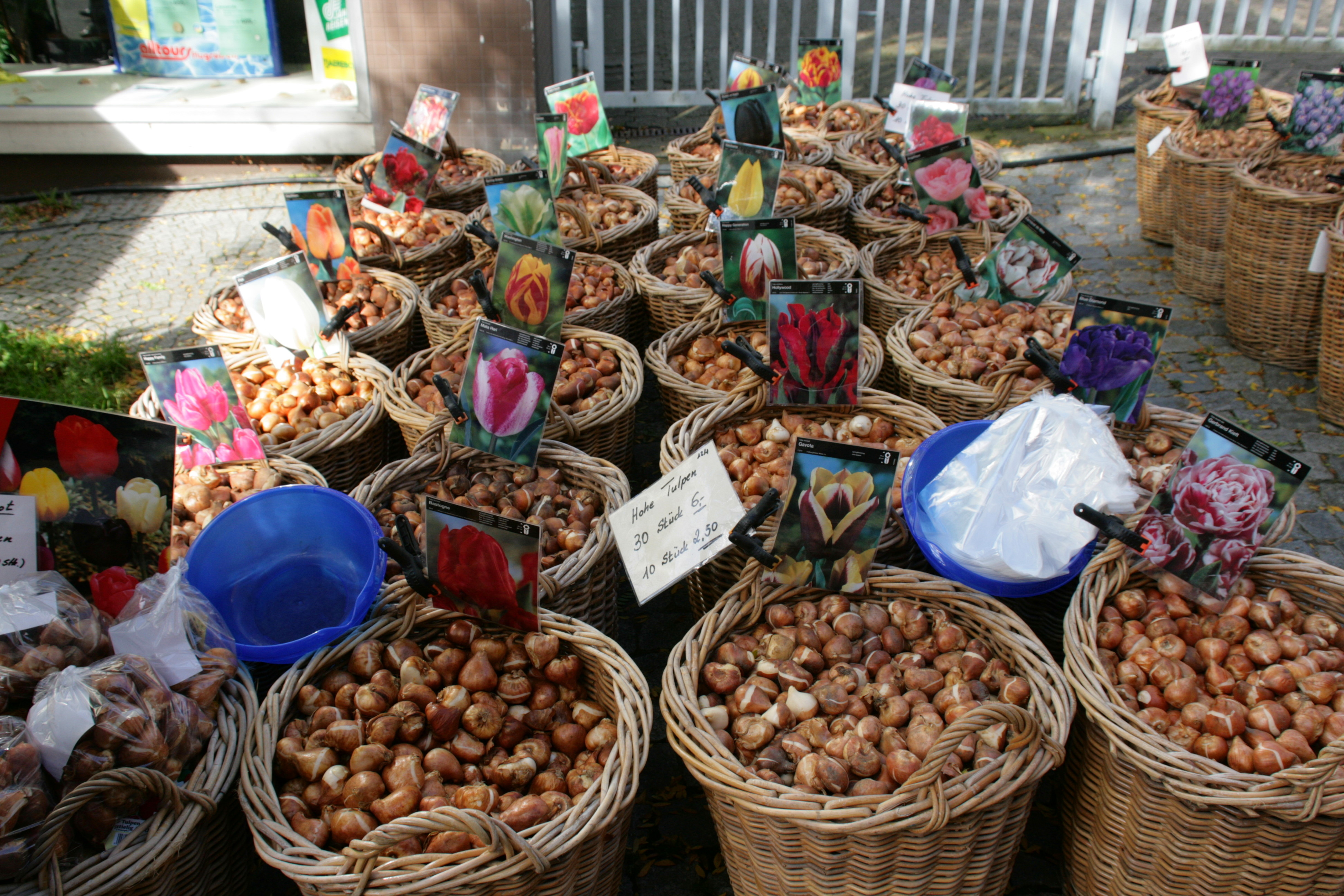
Auf einem Markt angebotenes Sortiment von Tulpenzwiebeln

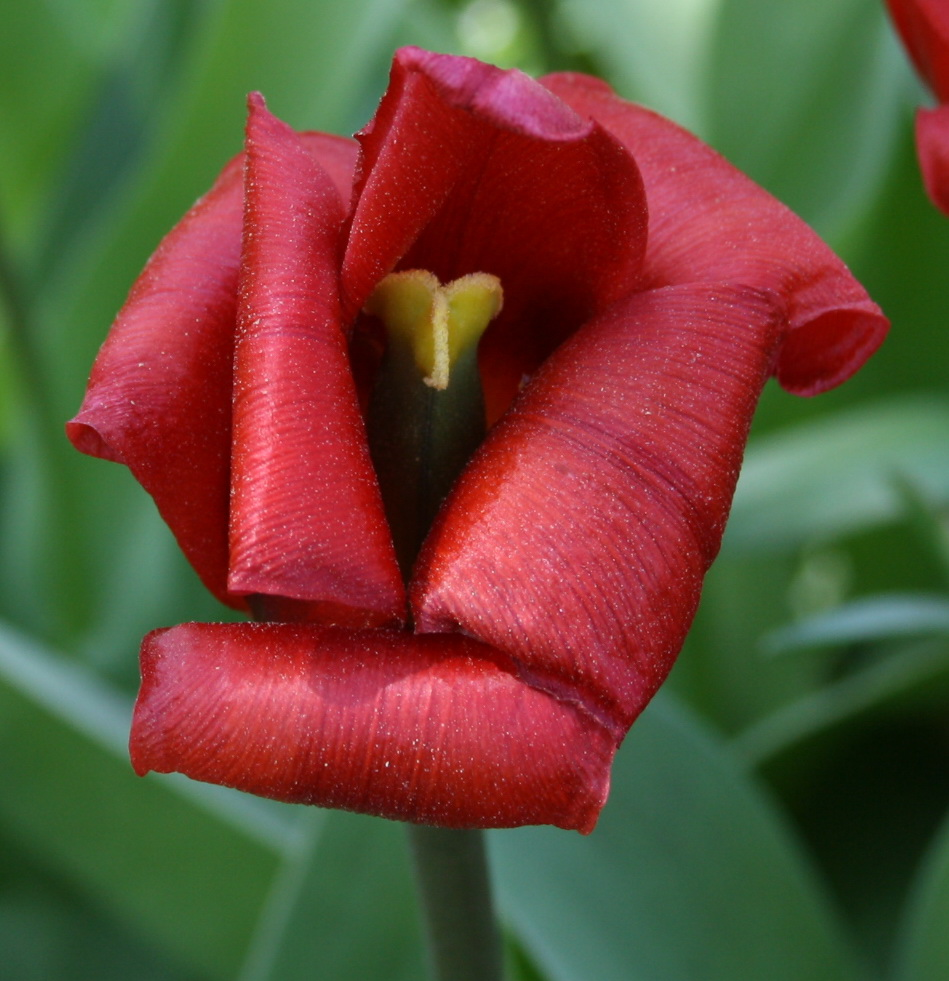
Tulpensorte 'Showwinner' (Tulipa kaufmanniana Hybride)

Die Tulpen werden in 15 Sortengruppen eingeteilt. Die Gruppen 12 bis 15 umfassen Wildtulpen sowie ihre Bastarde.

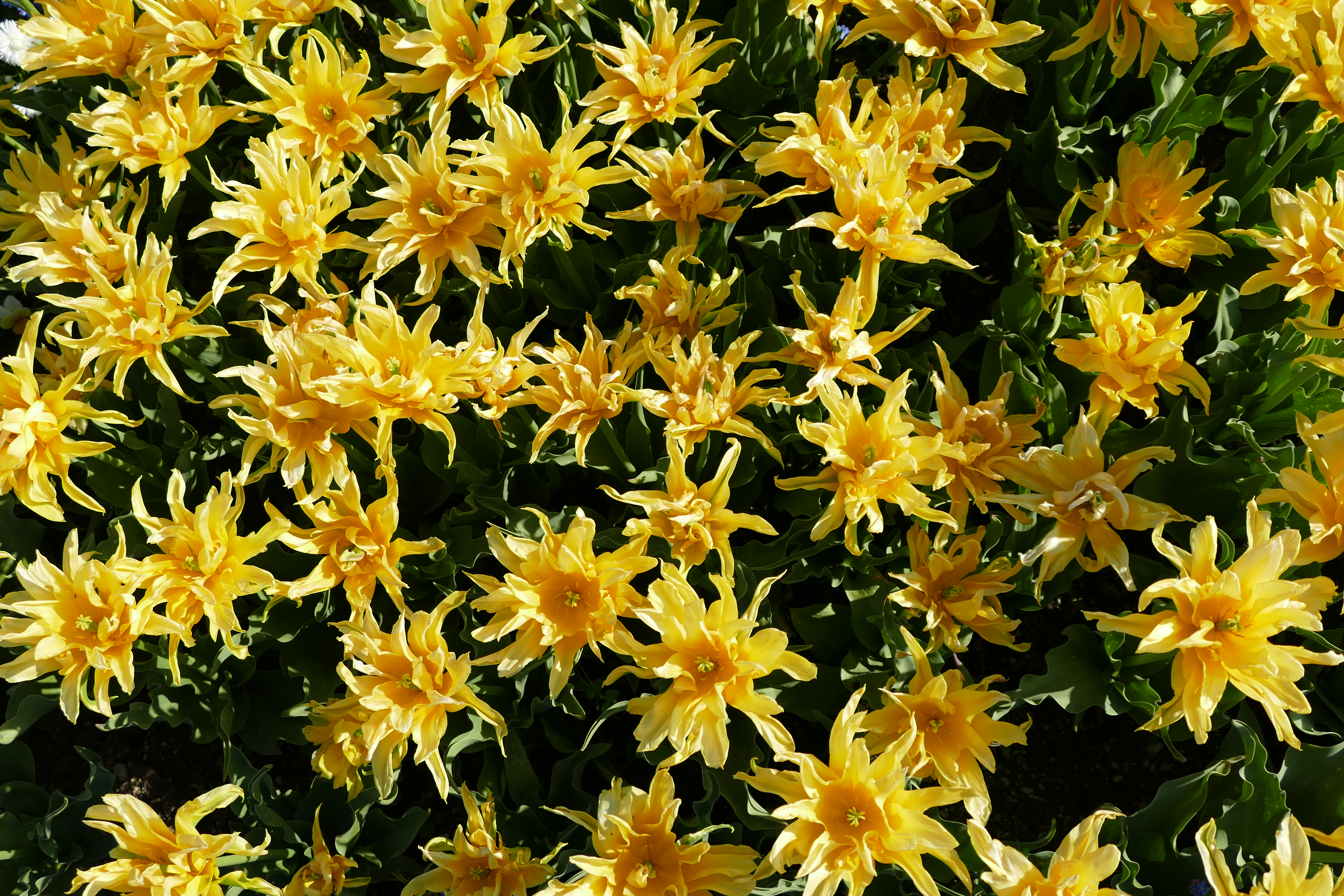
Die lilienblättrige Tulpe 'Yellow Spider' in einer Schmuckrabatte im botanischen Garten in München

1. Einfache Frühe (Duc-van-Tol-Tulpen): Sie erreichen Wuchshöhen von 25 bis 35 Zentimeter. Die Blütezeit ist im April. Sie werden für Sommerrabatten, als Schnittblumen und ab Dezember für die Treiberei genutzt.
2. Gefüllte Frühe: Sie erreichen Wuchshöhen von 8 bis 35 Zentimeter. Die Blütezeit ist im April. Der Durchmesser der Blüten erreicht bis zu 10 Zentimeter. Sie werden für Sommerrabatten, als Schnittblumen und ab Dezember für die Treiberei genutzt.
3. Triumph-Tulpen (Einfache Frühe × Darwin- und Cottage-Tulpen): Sie erreichen Wuchshöhen von 30 bis 40 (50) Zentimeter. Die Blütezeit ist Anfang Mai. Sie werden als Schnittblumen und von Dezember bis Januar für die Treiberei genutzt.
4. Darwin-Hybriden: (Darwin-Tulpen × Tulipa fosteriana): Sie erreichen Wuchshöhen von 30 bis 70 Zentimeter. Die Blütezeit ist von Ende April bis Mitte Mai. Die Blüten sind sehr groß. Oft ist ein schwarzer Basalfleck mit gelbem Rand vorhanden. Sie werden als Schnittblumen und für die Treiberei genutzt.
5. Einfache Späte (hierhin gehören die Darwin- und Cottage-Tulpen, diese wurden früher als eigene Gruppe geführt): Sie erreichen Wuchshöhen von 40 bis 70 Zentimeter. Die Blütezeit ist im Mai. Die Stängel sind robust. Die Blüten sind fest, wirken von der Seite gesehen fast eckig und können alle Farben haben. Sie werden als Schnittblumen genutzt, manche Sorten ab Januar auch für die Treiberei.
6. Lilienblütige: Sie erreichen Wuchshöhen von 30 bis 50 Zentimeter. Die Blütenhüllblätter sind schmal, nach außen gebogen und laufen in einer langen Spitze aus. Der Stängel ist oft nicht fest genug. Die Blüten können alle Farben haben. Sie werden besonders als Schnittblumen genutzt.
7. Gefranste Tulpen: Die Ränder der Blütenhüllblätter sind unregelmäßig gefranst bis gezackt. Die Fransen sind oft weiß. Sie werden als Schnittblumen genutzt.
8. Viridiflora-Gruppe (Grünblütige): Sie erreichen Wuchshöhen von 25 bis 60 Zentimeter. Die Blütenhüllblätter mehr oder weniger blassgrün, der Rand ist gelblich bis weiß und zugespitzt. Sie werden als Schnittblumen genutzt.
9. Rembrandt-Tulpen: Die Blütenhüllblätter weisen ein Streifen-, Flecken- oder Feder-Muster („gebrochen“) auf, sie sind purpurn, rosa, rot, bronze oder braun gefärbt, auf weißem, rotem oder gelbem Grund (Virosen). Die Blütezeit ist in der 2. Mai-Hälfte. Sie werden als Schnittblumen genutzt.
10. Papageien-Tulpen: Sie erreichen Wuchshöhen von 20 bis 60 Zentimeter. Die Blüten sind groß. Die Hüllblätter sind eingeschnitten, gefranst, meist geflammt und gepunktet. Sie wurden im 17. Jahrhundert aus Darwin-Tulpen und anderen späten Tulpen gezüchtet. Zum Teil sind die Stiele zu schwach, bei neueren Sorten ist dies nicht mehr der Fall. Sie werden als Schnittblumen genutzt.
11. Gefüllte Späte (Päonien-Tulpen): Sie erreichen Wuchshöhen von 40 bis 60 Zentimeter. Die Blüten sind meist rot, rosa, gelb oder mehrfarbig. Die Blütezeit ist ab Mitte Mai. Sie sind gegenüber Regen und Wind empfindlich und werden als Schnittblumen genutzt.
12. Kaufmanniana-Tulpen: Sie erreichen Wuchshöhen von 10 bis 25Die lilienblättrige Tulpe 'Yellow Spider' in einer Schmuckrabatte im botanischen Garten in MünchenZentimeter. Die Blütezeit ist im März. Die Blüten sind breit glockig bis sternförmig und rahmweiß, dunkelgelb oder lachsrosa gefärbt, Kreuzungen mit Tulipa greigii können rot sein. Der Basalfleck ist meist gelb. Sie gelten als widerstandsfähiger als andere Wildtulpen aus Mittel-Asien.
13. Fosteriana-Tulpen: Sie erreichen Wuchshöhen von 20 bis 30 Zentimeter. Die Blüten sind bis zu 15 Zentimeter lang. Die Blätter erreichen Größen bis 30 × 16 Zentimeter. Die Blütezeit ist Anfang April.
14. Greigii-Tulpen: Sie erreichen Wuchshöhen von 20 bis 30 Zentimeter. Die Blüten sind purpurn bis scharlachrot gefärbt. Der Basalfleck ist schwarz und hat einen gelben Rand. Die Blütezeit ist im April. Die Blätter sind meist purpurbraun gefleckt.
15. Sonstige Tulpen: Die übrigen Wild-Tulpen.

## Symbolik
In Literatur und darstellender Kunst kann die Tulpe für Vergänglichkeit stehen, in der „Blumensprache“ dagegen für Liebe und Zuneigung. Im Alltagsgebrauch und im Internet kursieren eine Vielzahl weiterer Bedeutungen, die von „Symbol des Frühlings“, über „Symbol für die Niederlande“ bis zum „Symbol für die Parkinson-Krankheit“ (für die rote Tulpe) reichen.

## Weiterführende Literatur
- Mike Dash: Tulpenwahn. Die verrückteste Spekulation der Geschichte. (Originaltitel: Tulipomania, übersetzt von Elfriede Peschel). Claassen Verlag, 1999, ISBN 3-546-00177-X.
- Anna Pavord: Die Tulpe. Eine Kulturgeschichte (Originaltitel: The Tulip. übersetzt von Sven Dörper und Thomas Wollermann). Insel, Frankfurt am Main/ Leipzig 2003, ISBN 3-458-16979-2.
- Nicolas Robert: Tulpen. Miniaturen. Mit einem Nachwort von Armin Geus. Harenberg, Dortmund (= Die bibliophilen Taschenbücher. Band 237).
- Richard Wilford: Tulips: Species and Hybrids for the Gardener. Timber Press, Portland London 2006, ISBN 0-88192-763-5.
- Sinaida Petrowna Botschantzewa: Tulips: Taxonomy, Morphology, Cytology, Phytogeography and Physiology. translated and edit H. Q. Varekamp, Balkema, Rotterdam 1982, ISBN 90-6191-029-3. (Google-Books)
- Maarten J. M. Christenhusz, Rafaël Govaerts, John C. David, Tony Hall, Katherine Borland, Penelope S. Roberts, Anne Tuomisto, Sven Buerki, Mark W. Chase, Michael F. Fay: Tiptoe through the tulips – cultural history, molecular phylogenetics and classification of Tulipa (Liliaceae). In: Botanical Journal of the Linnean Society. Band 172, Issue 3, 2013, S. 280–328. doi:10.1111/boj.12061.